# 江ノ島電鉄10形電車
江ノ島電鉄10形電車（えのしまでんてつ10がたでんしゃ）は､江ノ島電鉄の電車。なお、江ノ島電鉄では個別の編成について、車号10と50の編成を10-50（"編成"もしくは"号車"）もしくは10（"編成"もしくは"号車"）と呼称しており、本項でもこれに準じて記述する。

## 概要
江ノ島電鉄では1979年の1000形1001・1002編成の導入以降、1992年の2000形2003編成の導入まで、9編成の新造車を導入して旧型車両を代替していた。しかしながらその後の輸送人員が下降したため、1編成2億数千万円の設備投資となる新造車の導入は見送られていたが、1902年の江ノ電開業から95周年を迎えることを記念して、近代化改造が見送られ廃車予定車となったまま運行を継続していた300形302編成を代替することになり、東急車輛製造で2両1編成が製造され、1997年4月18日より営業運転を開始した。

本形式は旅客誘致の一環として導入されたものであり、デザインコンセプトは以下通り設定されている。
19世紀末のヨーロッパの市電を模したレトロ調デザインとする。—江ノ島電鉄、江ノ電の100年
デザインのコンセプトは鉄道ファンなら一度は乗ってみたい貴族的なオリエント急行、100年前のオスロの路面電車、バーミンガム鉄道の150年前の王室客車など、クラシックな個性ある車両にルーツを求め決定した。—江ノ島電鉄、ENODEN TYPE 10
懐かしさやロマンを感じさせるクラシカルな要素をヨーロッパの古い車両から抽出し、現代の車両としてアレンジし直した、懐古や復元ではないレトロ電車を実現した。—高橋肇（江ノ島電鉄鉄道部）/小林正人（東急車輛製造技術部）、江ノ電10, 50形電車（レトロ電車）
歴史ある江ノ島電鉄をさらに印象づける容姿とコンセプトを遡及し、（中略）、クラシックな個性ある車両にまとめられた。—高橋肇（江ノ島電鉄鉄道部）/小林正人（東急車輛製造技術部）、江ノ電10, 50形電車（レトロ電車）
一方で2000形と同一の性能、同様の居住性・操作性・省エネルギー化を図っており、設計の方針は以下の通りとなっている。
- 操作性と居住性の向上：乗客、乗務員の居住性、乗務員の操作性は2000形と同等もしくはそれ以上とする。
- 軽量化と省エネルギー化：機器の集約化等により軽量化と省エネルギー化を図る。
- 省保守化：部品の統一化、集約化、およびステンレス鋼の採用による省保守化を図る。
- サービス向上：多様化した乗客ニーズに合わせたサービス向上を図る。

## 車両概説

### 車体
車体構造は塩害対策としてステンレス鋼を基本としており、枕梁、中梁を除く台枠、鋼体骨組、床板、屋根板（0.6mm厚）、正面妻と側板の台枠との結合部、妻外板（1.5mm厚）がステンレス、その他の正面妻と側板は耐候性鋼板で、これは2000形と同じ構成となっている。また、車体幅は2000形より100mm広い2500mmとして裾絞り構造とし、車体高さを同じく15mm高くすることで室内天井高を35mm高い2235mmとしている。
このほか、外観上の特徴としては旧500形以来の両開き扉（幅1300mm）を採用したほか、先細り状の形状の先頭部、腰部の丸形一灯式前照灯、屋根上の冷房装置などを隠すように取付けられたダブルルーフ状カバー、上部が弧を描く形状の側面窓、路面電車の救助網を模したような形状の補助排障器のほか、江ノ電初のシングルアームパンタグラフであるPT7121-Aの採用などが挙げられる。
車体塗装はオリエント急行をイメージしつつ、古都鎌倉と江ノ電の積み重ねられた時代の層の厚みや文化の象徴でもある紫紺と、それらを守り育んできた人たちの粋と素朴な心を表すクリーム色およびヴィクトリア調の装飾模様に、黄色の帯とエクストラボールド書体のレタリングを配したものとなっている。
客室内装についてもレトロ調を演出する空間とするため光物を極力除き、握り棒に至るまで往時の素材の色感に近づけることを目標とし、難燃木材、木目調部品を使用したほか、アルミニウムもしくはステンレスなどの握り棒、荷棚受、押面類は塗装もしくはアルマイト処理でブロンズ系に統一されている。壁面は下半部を明るいオーク系木目調、上半部の羽目板をストライプ調のベージュ、蛇腹面から天井にかけてを漆喰模様の白色のそれぞれメラミン化粧板としており、天井はダブルルーフをイメージ化するため天井中央部を他の部分より85mm高くして2段とし、中央部に丸形蛍光灯カバーに電球色照明を1両あたり4灯配置し、段差部には明取り窓をイメージしたL字型カバー付の蛍光灯を配置している。また、荷棚はナイロン製の網棚となっている。
座席は乗降扉間を1人当たり450mm幅のロングシート、前後車端部を山側1人掛け・海側2人掛けで1人当たり430mm幅のクロスシートを配置しており、表地は緑色の重厚味のあるジャカード織のもの、袖仕切りは難燃加工を施したナラ材で亜麻色もしくは黄褐色の無垢材を使用し、化粧彫りを施している。
その一方で、通勤輸送での運行にも使用するため座席端部や荷棚前端部に握り棒を設置したほか、乗降扉は一般的な通勤電車と同じ幅1300mmの両開き扉としてドアエンジンには鴨居取付・ベルト駆動式のDP-45BUを使用している。また、車内には2000形と同型のマップ式旅客案内表示器や江ノ島電鉄では初めての車椅子スペースが設置されている。車内自動放送装置は2000形と同じテープ式のYA-9012が装備されているが、その後20形と同一のIC式に変更され、さらには新500形と同一の英語放送が追加されている。
運転室は中央運転台式で、機器配置は2000形のものを踏襲した、ワンハンドル式マスター・コントローラーのものとなっており、併用軌道における下部視界確保のため計器盤の高さを抑えたものとなっている。なお、運転室背面仕切戸は2000形では開戸であったが、本形式では1000形と同じ引戸に変更となっている。

### 走行装置
走行機器等は1000形1501・1502編成および2000形のものを踏襲している。即ち、主制御器は電動カム軸制御式のACDF-M450-789A-M（直列11段、並列8段、弱め界磁2段、発電制動19段）、主電動機はTDK8005-Aで定格は端子電圧300V時で電流195A、出力50kW、回転数1300rpm、駆動装置はたわみ板中空軸平行カルダン駆動方式のKD110-A-Mでいずれも東洋電機製造製、ブレーキ装置は発電ブレーキ併用・電気指令式でE型中継弁を使用するナブコ製のHRD-1Dとなっている。補助電源装置も1501・1502編成および2000形と同一の東洋電機製造製のコンデンサ分圧ブースタ式サイリスタインバータであるRG403-A1-Mを1基搭載しており、出力は照明装置や送風機、乗務員室暖房等に供給される交流100V/200V 60Hz、制御回路に供給される直流100V、列車無線回路等に供給される直流24Vで計10kVAとなっている。
台車は2000形と同一のTS-829A（動台車）およびTS-830A（連接・従台車）であるが、走行騒音の低減のためゴム被覆丸リング付防音車輪を本形式より新たに採用している。この台車は1000形1501・1502編成のTS-829、TS-830の枕バネを簡略化しつつ横ダンパ2本を追加して乗り心地の向上を図ったもので、台車枠は固定軸距を1650mmとした鋼板溶接構造、枕バネは入れ子式2本並列のコイルばねで縦・横ダンパを併用しており、軸バネは合成ゴムブロックとコイルバネで軸箱支持方式は軸箱守式となっている。また、基礎ブレーキ装置は動台車はブレーキシリンダが金属シリンダの片押式踏面ブレーキで合成制輪子・鋳鉄制輪子併用のもの、従台車は1軸あたり2枚のブレーキディスクとゴム式ブレーキシリンダによるディスクブレーキとなっている。
また、性能も1000形1501・1502編成および2000形と同等であり、起動加速度は2.0km/h/s、減速度は常用3.5km/h/s、非常時4.0km/h/s、均衡速度は60km/hとなっている。
冷房装置は、1000形・2000形のほか他の路面電車車両等にも広く採用されている三菱電機製で容量24.4kWのCU77系のものであるが、2000形のCU77AE1から、制御素子をIGBTを使用したIPMとしたCU77AE2に変更されている。このシステムは屋根上に搭載された冷房装置と冷房制御箱、床下に搭載された起動制御箱から構成されるもので、冷房制御箱には2系統のインバータが内蔵されており、定電圧・定周波数出力は室内送風機に、可変電圧・可変周波数出力は冷媒の圧縮機・室外送風機系統とも冷房不使用時には車両内の他の負荷にも出力可能なものとなっており、定電圧・定周波数出力は前面の防曇ガラスに、可変電圧・可変周波数出力は客席座席下の電気暖房にそれぞれ供給される。

## 運用

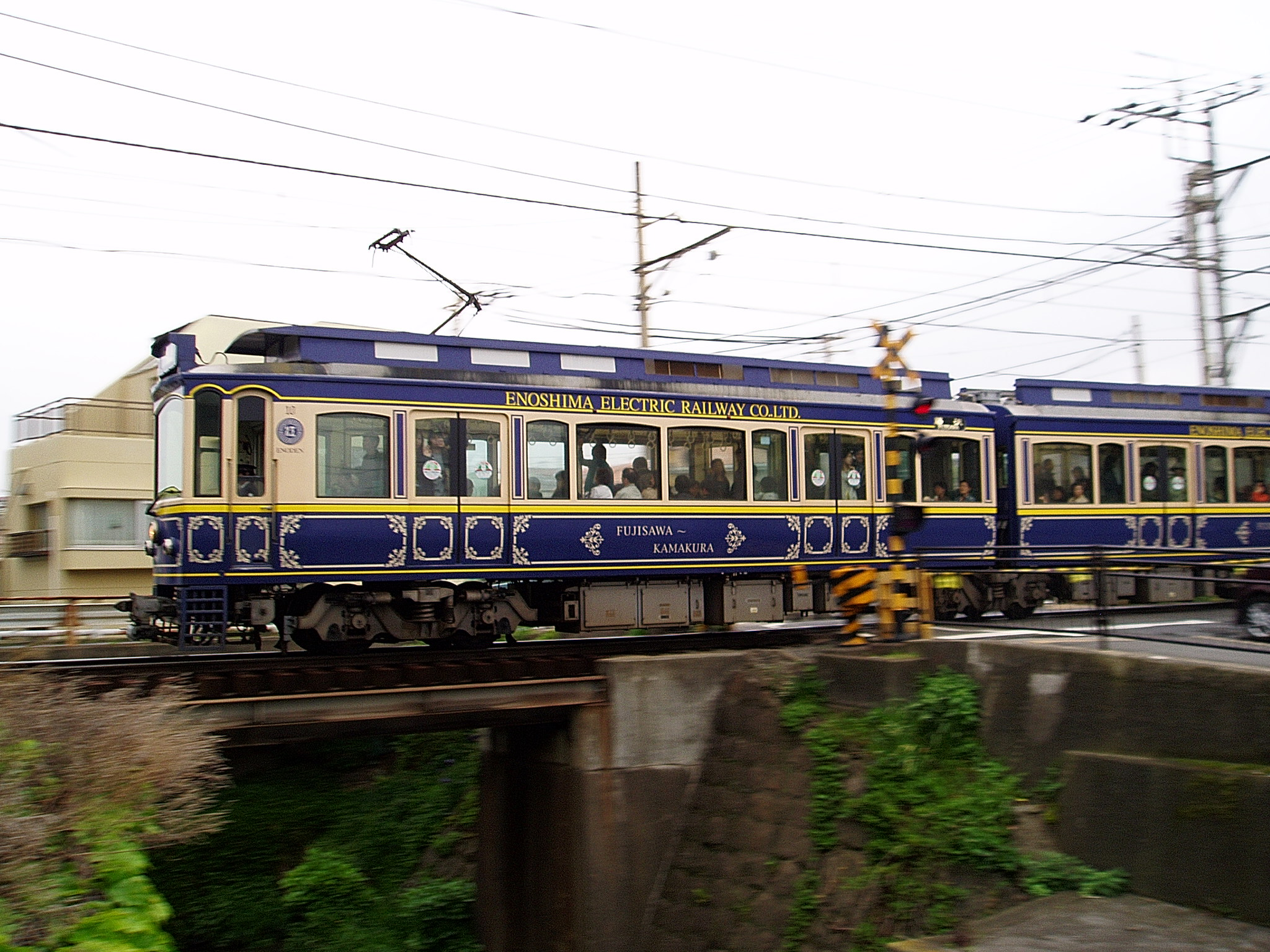
10形の側面、七里ヶ浜駅付近、2006年

他の形式と共通運用である。本形式は2両編成1本しか在籍していないため、4両編成で運転する際は他形式との連結となる。本形式は江ノ電の現役車両では唯一、登場以来一度も車体広告を実施していない。
本形式はそのデザインがテレビや雑誌などを通じて話題となり、導入の目的であった旅客誘致に貢献し、同時期に鎌倉市内の観光客数が大幅に減少したにもかかわらず、本形式の運行が始まった1997年度の江ノ島電鉄の定期外利用客数は増加している。